# Eucyrta venusta
Eucyrta venusta là một loài bướm đêm thuộc phân họ Arctiinae, họ Erebidae.